# Charedim
| Židé a judaismus |
| Židé • Judaismus • Kdo je Žid |
| Ortodoxní • Konzervativní (Masorti) Progresivní (Reformní - Liberální) • Ultraortodoxní Samaritáni • Falašové • Karaité                                                                                            |
| Etnické skupiny a jazyky |
| Aškenázové • Sefardové • Mizrachim Hebrejština • Jidiš • Ladino • Ge'ez • Buchori |
| Populace (vývoj) |
| Evropa • Amerika • Asie • Afrika • Austrálie |
| Náboženství |
| Bůh • Principy víry • Boží jména 613 micvot • Halacha • Noachidské zákony Mesiáš • Eschatologie |
| Židovské myšlení, filosofie a etika |
| Židovská filosofie Cdaka • Musar • Vyvolenost Chasidismus • Kabala • Haskala |
| Náboženské texty |
| Tóra • Tanach • Mišna • Talmud • Midraš Tosefta • Mišne Tora • Šulchan aruch Sidur • Machzor • Pijut • Zohar |
| Životní cyklus, tradice a zvyky |
| Obřízka • Pidjon ha-ben • Simchat bat • Bar micva Šiduch • Svatba • Ketuba • Rozvod (Get) • Pohřeb Kašrut • Židovský kalendář • Židovské svátky Talit • Tfilin • Cicit • Kipa Mezuza • Menora • Šofar • Sefer Tora |
| Významné postavy židovství |
| Abrahám • Izák • Jákob • Mojžíš Šalomoun • David • Elijáš • Áron Maimonides • Nachmanides • Raši Ba'al Šem Tov • Ga'on z Vilna • Maharal                                                                           |
| Náboženské budovy a instituce |
| Chrám • Synagoga • Ješiva • Bejt midraš Rabín • Chazan • Dajan • Ga'on Kohen (kněz) • Mašgiach • Gabaj • Šochet Mohel • Bejt din • Roš ješiva                                                                      |
| Židovská liturgie |
| Šema • Amida • Kadiš Minhag • Minjan • Nosach Šacharit • Mincha • Ma'ariv • Musaf |
| Dějiny Židů |
| starověk • středověk • novověk |
| Blízká témata |
| Antisemitismus • Gój • Holocaust • Izrael Filosemitismus • Sionismus Abrahámovská náboženství |
| z • d • e |

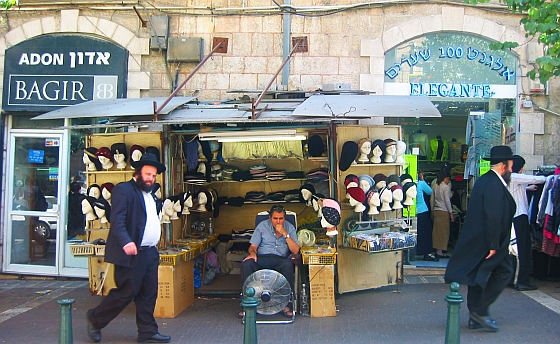
Me'a Še'arim

Charedim (hebrejsky חֲרֵדִים‎, sg. charedi) označuje příslušníky nejkonzervativnějšího směru ortodoxního judaismu i judaismu vůbec. Slovo charedim je odvozeno od slova charada (strach, třes, bázeň), které bývá interpretováno jako „Ten, kdo se třese ve strachu při Jeho slovu.“ Někdy se proto pro charedim užívá výraz „bohabojní“. Odhady počtu charedim se pohybují zhruba kolem 1,5 až 1,8 milionu přívrženců – cca 10 % z celosvětové židovské populace čítající přes 15 milionů lidí.
Někdy se pro tuto odnož judaismu používá výraz ultraortodoxní judaismus, nicméně výklad pojmů „ortodoxní“ a „ultraortodoxní“ je nejednotný, pojmy nejsou nikde přesně definovány. Hranici lze vymezit podle přístupu k modernímu světu – ultraortodoxní jsou pak ti židé, kteří se staví negativně k určitým aspektům moderního způsobu života, například k emancipaci žen, někdy i k sionismu a sekularizaci státu Izrael. V poslední době je zřetelná snaha mnoha členů komunity o konec používání termínů ultraortodoxní z důvodu negativních konotací naznačujících extremismus. Například Rabbi Avi Shafran, ředitel PR Agudath Israel of America, zastřešující organizace ortodoxních židů v USA, navrhuje spíše termín „tradičně ortodoxní“, jenž by podtrhoval jejich tradice a historii.
Ultraortodoxní židé jsou vnitřně diferencovanou skupinou, dělí se na řadu vnitřních skupin, hnutí a sekt, a to i podle ritu. Základní rozdělení aškenázských charedim je na chasidim a mitnagdim. Sefardští charedim se na chasidy a mitnagdy nedělí. Aškenázští židé také tvoří naprostou většinu v celosvětové charedi populaci, která je nejpočetnější v USA.
V současnosti se naprostá většina charedim nachází v Izraeli, Severní Americe a Evropě. Jejich populace zažívá prudký růst zejména díky vysoké porodnosti v těchto rodinách, či díky hnutí Ba'alej tšuva spočívajícím v návratu sekulárních Židů k víře. Díky těmto vlivům se populace zdvojnásobuje přibližně každých 16 let, přičemž výhledově bude do roku 2050 většina židů (ultra)ortodoxní.
V České republice je nejvýraznějším představitelem tohoto směru pražská komunita Chabadu; jednotlivci hlásící se k charedim se však vyskytují i mimo ni.

## Způsob životacharedim
Teologie ultraortodoxního judaismu se dá nejlépe shrnout do těchto bodů: Tóra – Talmud – Šulchan aruch. Charedim uznávají absolutní závaznost jak psané, tak i ústní tóry judaismu, která je v těchto dílech obsažena. Charedim věří, že jsou dalším článkem neporušeného řetězce tradice, který začíná předáním Tóry Bohem Mojžíšovi na Sinaji a pokračuje dodnes.
Soudobý způsob života charedim ovšem nemá své kořeny přímo v sinajské poušti, ale ve východní Evropě 17.–18. století, kdy se formoval svět východoevropských židů, včetně jejich každodenních zvyků, jako je oblékání, stravování apod.
Literární činnost charedim se samozřejmě neomezuje pouze na Tóru a Talmud (která ovšem tvoří osu jejich života a myšlení), ale je velmi bohatá a neustále se rozšiřuje. Charedi žije v naprosté poslušnosti před Bohem a jeho zákonem – Tórou. Nejvyšší pozemskou autoritou pro charedim není stát, nýbrž rabín dotyčné synagogy nebo komunity. Rabín slouží stejně jako před dvěma tisíci lety jako soudce sporů, učitel a reprezentant komunity při jednání s okolním světem.

### Školství a práce
Chlapci a dívky navštěvují oddělené školy, kde se věnují hlubšímu poznání a studiu Tóry. Tato výuka, probíhající v ješivě či v seminářích, začíná mezi 13. a 18. rokem věku. Velká většina mužů zůstává v ješivě až do uzavření většinou předem domluveného sňatku. Po jeho uzavření je obvyklé pokračování studia Tóry v kollele, de facto ješivě pro ženaté muže, kteří platí měsíční stipendium za možnost studia. Vzdělávání v sekulárních státních institucích je většinou nedoporučováno, avšak není přímo zakázáno.
Velkým problémem zejména v USA je absence základního vzdělání u židovských chlapců. Ti nenavštěvují běžné školy, pouze ješivy věnující se studiu Tóry, hebrejštiny a jidiš. Poté dochází k paradoxům, kdy Američan narozený Američanům v USA neumí anglicky, jelikož jej tento jazyk nikdo neučil. Naprostá většina takto vychovaných dětí nikdy nechodí na střední školu (nejenom) kvůli jazykové bariéře.

### Rozdíly mezicharedimv Izraeli a zbytku světa
Zajímavé rozdíly panují mezi izraelskými charedim a těmi ze zbytku světa. Zatímco většina charedim z USA či Evropy normálně pracuje, přibližně polovina izraelských ortodoxních židů nikoliv. Toto jednání spolu s velkým počtem dětí (průměrně šesti na rodinu) způsobuje velký tlak na izraelský sociální systém, který tyto často velmi chudé rodiny musí podporovat. Zatímco v ortodoxních rodinách není výjimkou 12 a více dětí, průměrná izraelská rodina má 3,72 členů.
Zatímco v roce 1983 pracovalo 63 % ultraortodoxních židů, v dnešní době jich je pouze 44,5 %. Vinu na tomto stavu z velké části nese Izrael, jelikož studentům v ješivách vyplácí 1800 šekelů měsíčně za studium Tóry. Izrael má sice plán na znovunavrácení zaměstnanosti na úroveň z roku 1983, jeho uskutečnění nejpozději v roce 2022 ovšem není proveditelné. Ačkoliv u žen je 75 % zaměstnanost srovnatelná s většinovou populací, vydělávají v průměru o polovinu méně (6 000 oproti 9 300 šekelů měsíčně).

### Odpor vůči novému

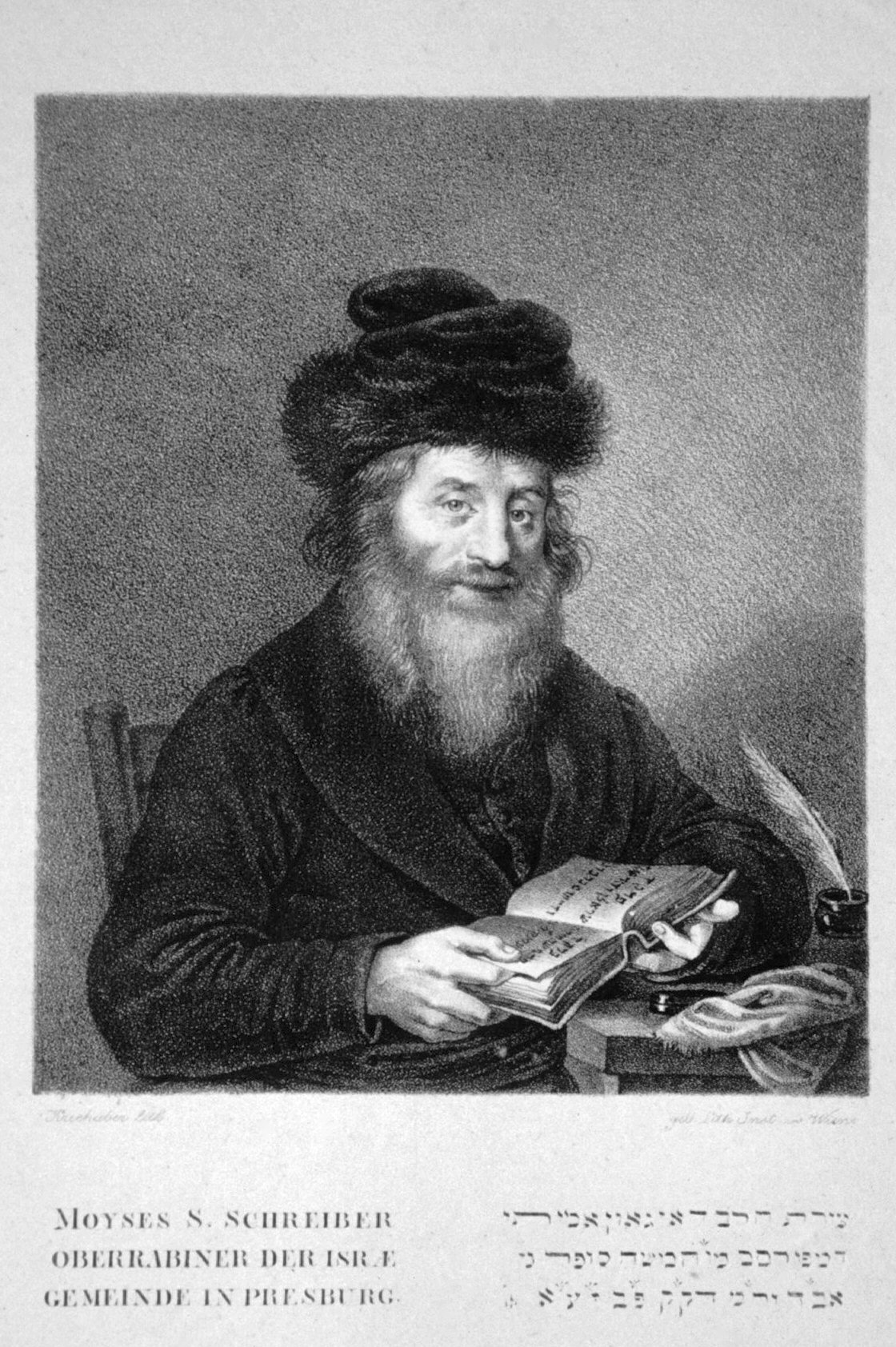
Moše Schreiber zvaný Chatam Sofer (1762–1839), talmudista a vrchní rabín v Bratislavě, je považován za otce obecné ortodoxie a zejména pak ultraortodoxie.

Ačkoli charedim jsou bráni někdy jako zpátečníci a lidé ustrnuvší v čase, není to přesné. Řada charedim sice následuje názor slavného prešpurského (bratislavského) rabína Chatama Sofera, že Tóra zakazuje vše nové (neboť je sama o sobě dokonalá), avšak toto není dogmatem. Rychlý společenský vývoj během 20. století přinutil i charedim reflektovat moderní trendy, tudíž běžně používají automobily, mobilní telefony, televizi apod. Zároveň bylo potřeba halachicky ošetřit používání nových technologií, takže charedim během uplynulých sta let vytvořili řadu halachot týkajících se řádného používání elektřiny, počítačů, internetu atd.
Asi nejznámější případ setkání charedim s novými technologiemi je událost z 20. května 2012, kdy se na baseballovém stadionu v New Yorku sešlo přes 40 000 ultraortodoxních židů kvůli prodiskutování nebezpečí necenzurovaného internetu. Největším nebezpečím internetu je dle židů snadný přístup k pornografii. Populárními řešeními tohoto problému jsou například internetové kavárny dozorované rabíny, kteří mají přehled o navštívených stránkách, či specializované filtry obsahu internetu. V poslední době bylo židovskými autoritami povoleno používání internetu pro účely práce a podnikání, ovšem za použití filtrů obsahu.
Odpor se tedy týká spíše záležitostí ideologických než technologických. Role mužů a žen jsou přesně rozloženy, přičemž hlavní finanční přínos do rodiny mají pracující ženy. Charedim sice využívají služeb pro ně velmi štědrého izraelského sociálního systému, na druhou stranu jej odsuzují jako herezi a vzpouru proti Bohu. Rovněž pohled na témata jako evoluce apod. je velmi odmítavý a změna v současném pojetí nepřichází v úvahu.
Charedim vesměs považují okolní svět za zkažený a uzavírají se do svých vlastních „ghett“, například Kiryas Joel ve státě New York či Me'a Še'arim v Jeruzalémě. Výjimku tvoří některé skupiny (např. Chabad Lubavič mající přes 200 000 členů nebo náboženští sionisté), které se naopak snaží sekulární a asimilované židy navrátit k víře a k náboženskému životu.

### Rodina
Rodina je pozemským středobodem života ultraortodoxních židů. Charedi rodiny mají běžně šest a více dětí, počet kolem dvanácti není výjimečný, což má za následek prudký růst jejich populace (především v Izraeli), na druhou stranu to také znamená velmi nízkou životní úroveň. V případě zařazení charedim do procesu práce mohou vykonávat pouze nejzákladnější manuální práce z důvodu absence jakékoliv kvalifikace, což ke zlepšení finanční situace nijak nepřispívá. Například ve státě New York jsou dvě s náskokem nejchudší města tvořena čistě charedim komunitou. Ve státě New York je více než polovina charedim klasifikována jako chudá, přičemž 40 % obyvatel je závislých na potravinové pomoci.
Děti charedim jsou od útlého věku vychovávány k poslušnosti náboženských tradic a k následování způsobu života předků. Většinou nenavštěvují státní školy (proti sekulárnímu vzdělávání panuje mezi charedim silný odpor), ale své vlastní, kde je hlavní náplní studia Tóra, Talmud a halacha. Od chlapce se očekává, že bude dále studovat na ješivě, aby byl kromě svého občanského zaměstnání i dobrým člověkem po stránce duchovní. U dívek byla ještě na začátku století situace komplikovanější, neboť řada vůdců charedim vystupovala proti myšlence zřízení dívčích ortodoxních škol (které zřizovala např. Agudat Jisra'el).

### Oblékání
Asi nejcharakterističtějším znakem charedim pro nezúčastněného pozorovatele je jejich oblečení a celkový zjev. Oblečení, které ultraortodoxní muži nosí, bývá ve všedních dnech většinou černé, o šabatu a svátcích dávají přednost jiným barvám, například zlaté, bílé apod. Ženy mají výběr mnohem volnější – podmínkou je pouze, aby sukně zahalovala kolena (v ideálním případě i kotníky – nohy jinak musí být zakryté alespoň punčochami), halenka neměla velký výstřih a rukávy přesahovaly přes lokty. Vdané ženy si vlasy zakrývají většinou šátkem, který jim zakrývá všechny nebo jen část vlasů. V některých skupinách si ženy vlasy po svatbě ostříhají a nosí na veřejnosti paruku.
Oblečení charedim vychází z oblečení východoevropských Židů z 16.–17. století, respektive z oblečení polských a ukrajinských sedláků a šlechticů, kterými se inspirovali. Oděv není uniformní, charedim se často podle oděvu liší podle příslušnosti k té které sektě či skupině. Společnými znaky jsou de facto pouze kipa (většinou černá, ze sametu), talit a plnovous.
Pejzy (nakroucené lokny vlasů na skráních) nejsou obvyklé u všech skupin charedim, stejně tak jako pokrývka hlavy. Některé skupiny nosí klasický klobouk, jiné nízký klobouk se širokou střechou, někteří nosí beranice, buď štrejml (velká široká beranice, kterou nosí především Židé z Litvy, Maďarska nebo Rumunska) nebo takzvaný spodik (což je menší a vyšší beranice, především ze západního Polska). Jako oblečení nosí někteří charedim normální černý oblek s bílou košilí bez vázanky, jiné kaftan (jidiš: rekl) případně tzv. bekiš (sváteční plášť).

## Organizace
Nejvýznamnějším zastřešovacím orgánem aškenázských charedim v Izraeli je organizace Ha-eda ha-charedit, (hebrejsky: העדה החרדית‎, dosl. „Obec bohabojných“) v aškenázské výslovnosti hebrejštiny „ha-eda ha-charejdis“), ve které společně zasedají jak chasidim, tak i mitnagdim.
Ve vztahu k Izraeli je Eda charedit silně antisionisticky zaměřená. Kromě této organizace existuje rozsáhlé politicko-náboženské hnutí Agudat Jisra'el nebo politická strana Šas.

## Postoj ke Státu Izrael
Charedim se dělí nejen podle náboženských postojů, ale také např. podle vztahu ke Státu Izrael – obecně je postoj charedim ke Státu Izrael velmi rezervovaný a pragmatický. Některé ultraortodoxní skupiny (např. satmarští nebo bobovští chasidé či odštěpenecká frakce Neturej karta) dokonce jeho existenci vůbec neuznávají, protože nebyl založen mesiášem, ale sekulárními sionisty. Většina charedim však zaujímá pragmatický postoj a uplatňuje svůj vliv v politice k získání sociálních přídavků a finančních prostředků pro náboženské školy. Jiné skupiny, jako např. Chabad, gerští chasidé nebo Belzští chasidé jsou naopak spíše prosionistické nebo neutrální.

### Povinná vojenská služba
Specifická je situace charedim k povinné vojenské službě, kterou nemusí vykonávat dle dohody Torato Umanuto z roku 1948. Zatímco tehdy se dohoda týkala přibližně 400 občanů, v dnešní době se jedná o až 10% populace. Izraelské armádě tito vojáci citelně chybí, investuje tedy desítky milionů šekelů ročně do náborových kampaní. Ty se začínají vyplácet, jelikož počet dobrovolně narukujících charedim stále roste. Roku 2014 jich narukovalo 634, v roce 2017 již 1345. Ruku v ruce s počtem branců jde i snižující se počet výjimek ze služby, který klesl přibližně na čtvrtinu. Stále se sice nedaří naplňovat tabulkové požadavky izraelské armády na počet charedim v armádě, situace se však výrazně zlepšuje. V červnu 2024 Nejvyšší soud rozhodl, že ultraortodoxní židé nebudou mít výjimku pro nástup na povinnou vojenskou službu. V červenci 2024 začala izraelská armáda na základě rozhodnutí Nejvyššího soudu ultraortodoxní židy do služby povolávat.